# موجات اكس
في علم الفيزياء تعد موجات اكس من الأنظمة المحلية لمعادلة الموجات التي تتحرك بسرعة ثابتة في اتجاه معين . موجات اكس قد تكون موجات اهتزازية، كهرومغناطيسية, أو موجات جذب . يتم بناء هذه الموجات على شكل تراكيب غير أحادية اللون لشعاع بيسل . موجات اكس النموذجية يمكن أن تحمل طاقة لا نهائية، ولكن ما تم ملاحظته في اطار التطبيق العملي، أن بعضها قد يحمل طاقة محدودة ونهائية .
تتميز موجات اكس الكهرومغناطيسية أنها يمكنها الحركة بسرعة أسرع من سرعة الضوء بحد ذاتها، وذبذبات اكس فهي أيضا أسرع من الضوء فضلا عن انها فائقة اللمعان نسبة إلى تغيرات هذه الذبذبات بأوساط معينة حسب نظرية المجموعات ونظرية حالة الموجة.